# Cucina britannica
La cucina britannica è la cucina tipica del Regno Unito. Nell'ambito della lingua inglese, è sempre denominata British cuisine.

## Storia
La cucina britannica è stata influenzata non solo dal clima temperato della nazione e dalla sua conformazione geografica insulare, ma anche dalla sua storia, prima tramite interazioni con altre nazioni europee e poi con l'importazione di ingredienti e idee da luoghi come l'America settentrionale, la Cina e l'India durante il periodo dell'Impero britannico e come risultato del movimento migratorio postbellico.
Oltre a cibi tradizionali di antiche origini, quali pane e formaggi, carni arrosto o in umido, pasticci di carne e selvaggina, pesci d'acqua dolce o salata, sono di conseguenza molto diffusi anche alimenti quali la patata, il pomodoro e peperoncino provenienti dalle Americhe, spezie e curry dall'India nonché dal Bangladesh e piatti di fritto basati sulla cucina cinese e su quella tailandese. Anche la cucina francese e quella italiana, un tempo considerate estranee, sono divenute assai ammirate e imitate. La Gran Bretagna ha inoltre adottato con rapidità la novità del fast food dagli Stati Uniti e continua ad assorbire idee culinarie da tutto il mondo.
Nel 1747 venne pubblicato il libro di cucina The Art of Cookery made Plain and Easy (l'arte della cucina resa semplice e facile), dell'inglese George Boole (1708-1770), uno dei libri di gastronomia più in voga dell'epoca. Questo testo rappresenta uno dei documenti più rilevanti per quanto concerne le pratiche gastronomiche del Regno Unito e delle colonie americane di quel periodo.
La rivoluzione industriale che iniziò in Gran Bretagna nel XVIII secolo è responsabile della reputazione assai scadente che hanno avuto i piatti britannici. A differenza delle popolazioni della maggior parte di altri paesi, a partire dalla metà del XIX secolo la maggioranza della popolazione britannica lavorava in fabbriche di città e viveva in alloggi scadenti. Le nuove classi lavoratrici avevano perso il contatto con la terra e così il loro standard di cucina era conseguentemente basso.
A casa il cibo era, infatti, frequentemente ridotto a "carne e due ortaggi" con stufati e zuppe. Il razionamento della maggior parte del cibo durante la seconda guerra mondiale (e anche per qualche anno in seguito) non ha aiutato a migliorare la situazione, seppure abbia aumentato gli standard nutrizionali della popolazione a livelli mai precedentemente raggiunti; da qui in poi questi sono sempre più degradati.
Negli anni successivi alla seconda guerra mondiale il razionamento dei cibi è stato molto duro e generalmente osservato con disciplina. La carne era rarissima ed era frequente che comparisse in tavola a pezzetti all’interno di torte o come ragù. I soli piatti che abbondavano erano il “fish and chips”, “eggs and chips”, “beans on toast”, il pane con burro e marmellata e il cheddar cheese.
I movimenti del dopoguerra, il turismo all'estero e l'immigrazione nel Regno Unito hanno comunque portato ad un assorbimento di influenze provenienti dalle colonie (es. dall'India) e dall'Europa, in particolare dalla Francia e dall'Italia. I libri di Elizabeth David introducevano molte nuove ricette ed ingredienti dal mar Mediterraneo. L'influenza italiana è ormai onnipresente e la pasta e la pizza sono un contributo significativo a molte diete. Alcune catene hanno poi introdotto piatti come il cocktail di gamberetti, la classica bistecca e lo stesso hamburger.

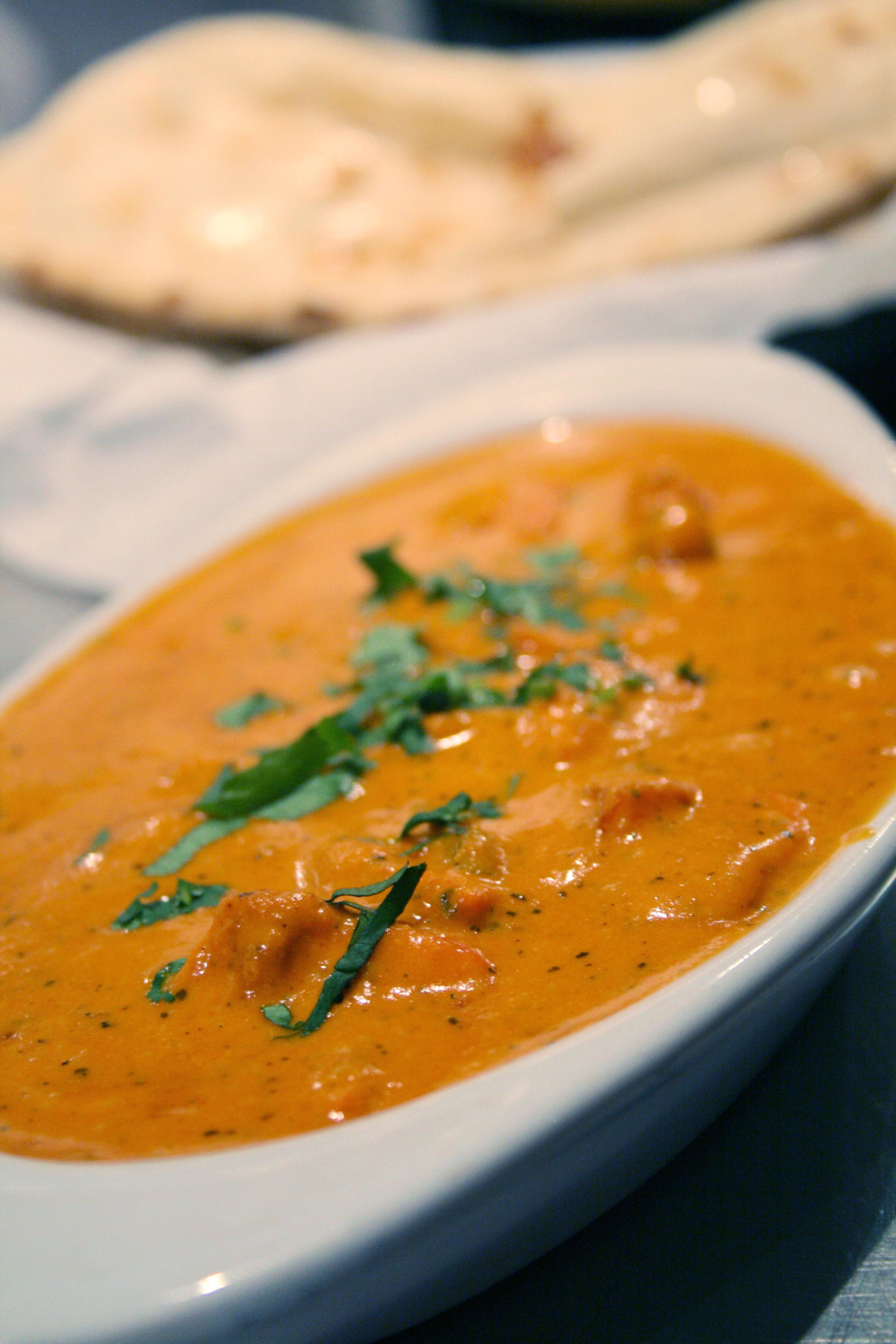
Un piatto di Chicken tikka masala, considerato da molti il piatto nazionale britannico.

Queste tendenze sono esemplificate dagli onnipresenti spaghetti bolognese (conosciuti colloquialmente come Spag Bol o Spag Bog), che sono un piatto comune a molti britannici almeno dagli anni sessanta. Più recentemente c'è stata una crescita massiccia della popolarità di piatti quali il pollo al curry e il pollo al limone, rispettivamente d'origine indiana e cinese, anche se modificati secondo i gusti britannici. Infatti, il pollo al curry è stato preparato per la prima volta in Gran Bretagna anziché in India. Il curry britannico, essenzialmente un'eredità dei tempi dell'Impero britannico (e successivamente elaborato dagli immigrati) è molto più piccante e speziato della varietà tradizionale dell'India settentrionale, anche se gli Indiani delle province meridionali lo trovano insipido. L'introduzione post bellica della refrigerazione, in parallelo con la crescita dei supermercati ha portato all'impacchettamento di tali cibi in prodotti pronti per il forno che, spesso cucinati in forno a microonde, hanno ora sostituito il menu "carne e due ortaggi" in molte case.

## Cibo da asporto
L'avvento della rivoluzione industriale coincise con la nascita del cibo da asporto o take-away come il fish and chips (pesce fritto servito con patatine fritte), il purè di piselli e la torta ripiena di carne di manzo accompagnata da purè di patate. Questi sono stati considerati i piatti tipici del take-away nel Regno Unito per molti anni, nonostante la nascita e diffusione di take-away di cibo etnico determinate soprattutto dall’influenza di cucine estere, come quella indiana e cinese. Negli anni ottanta nell'area di Birmingham nasce una nuova variante di curry, il "balti" che si diffonde poi rapidamente ad altre parti del paese. Nelle zone urbane diventano inoltre molto popolari i negozi di kebab e le catene in stile americano con in vendita il pollo fritto.

## Cucina moderna
La crescente popolarità di chef celebri in televisione ha determinato l’attenzione degli inglesi verso il buon cibo; così negli ultimi decenni la cucina britannica moderna ha tentato di liberarsi dall'immagine pop del fish and chips. I migliori ristoranti di Londra possono ora competere a livello internazionale, sia in termini di qualità che di prezzo, e questa tendenza si sta diffondendo anche nel resto del paese. Alcuni chef, recuperando radici e tradizioni, sostengono la grandezza della cucina classica rustica britannica, come ad esempio Fergus Henderson del St. John Restaurant a Londra.
Va inoltre notato che il numero di ristoranti è cresciuto in modo considerevole a fronte del rinnovato interesse nella qualità del cibo, probabilmente determinato dalla crescente possibilità di viaggiare all'estero a prezzi economici. Anche i prodotti da agricoltura biologica stanno diventando sempre più popolari.
Un notevole cambiamento è anche da registrarsi sia nel numero che nella qualità di molti locali in cui cenare fuori in Gran Bretagna; in modo particolare le Public House fanno registrare un netto passaggio da locali di bassa reputazione a rivali diretti dei migliori ristoranti; vengono chiamate Gastropub e molto spesso nei piccoli paesi costituiscono addirittura i ristoranti gourmet. Il termine "Pub Grub" (letteralmente "cibo da pub"), un tempo denigratorio, viene ora utilizzato anche per piatti di qualità. Il merito di questa inversione di rotta va da un lato all'associazione CAMRA (Campaign for Real Ale - letteralmente "Campagna per la vera birra"), che ha aiutato a migliorare la qualità dei pub e, più in generale, dei loro prodotti e, dall'altro lato, al processo di privatizzazione delle birrerie, che hanno indotto molti pub a diversificarsi e ad aprire alla ristorazione, sia per sopravvivere come attività sia in risposta alla notevole richiesta da parte dei consumatori.

## Cucina tradizionale

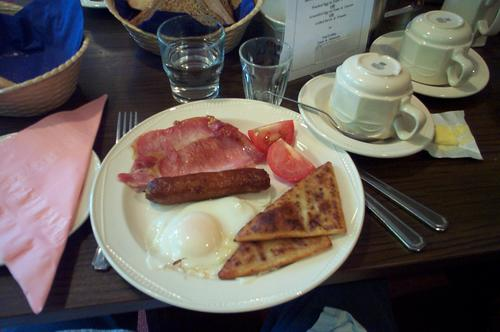
Ulster fry, una variante della colazione britannica

Nonostante la diffusione del fast food, la cucina tradizionale britannica è sopravvissuta, prevalentemente nelle zone rurali e nelle classi sociali più elevate.
L'arrosto della domenica (Sunday roast), tipico per le famiglie inglesi, è forse il simbolo maggiore di una cucina legata fortemente alla tradizione. Il pranzo della domenica comprende solitamente lo 'Yorkshire pudding', una specie di torta salata fatta con la farina di grano e cotta al forno, accompagnato o a volte seguito da una combinazione di carne e verdure assortite, serviti generalmente arrosto o bolliti. Le combinazioni di carne più comuni sono manzo, agnello o maiale e anche il pollo è abbastanza popolare. La scelta tipica per l'arrosto di Natale è invece rappresentata dal tacchino, soprattutto in seguito alla sua vasta diffusione dopo la seconda guerra mondiale. La carne di selvaggina, come ad esempio quella di cervo, è particolarmente consumata dalle classi più elevate; la selvaggina, anche se mantenuta nella classica tradizione culinaria inglese, non è però un alimento tipicamente consumato dalla famiglia media.
A casa i britannici preparano molti dessert casalinghi originali, come il dolce di rabarbaro (rhubarb crumble), il budino di pane e burro, lospotted dick e il trifle. L'accompagnamento tradizionale è la crema inglese. I piatti sono semplici e le ricette passate da generazione in generazione. Il massimo esponente tra i budini è rappresentato senza dubbio dal budino di natale (Christmas pudding, detto anche plum pudding o plum duff).

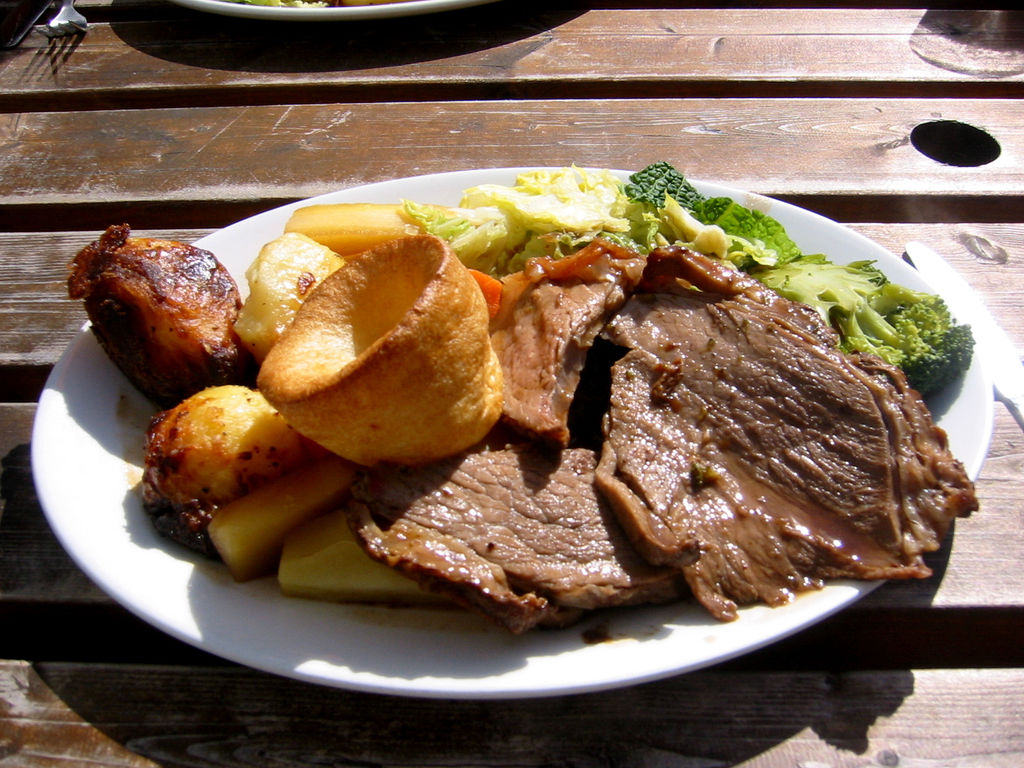
L'arrosto della domenica (Sunday roast) è una combinazione di roast beef, patate arrosto, verdure e Yorkshire pudding.

All'ora del tè vengono solitamente serviti scones con burro, marmellata e panna montata, oppure biscotti assortiti e sandwich. Un tipo di sandwich unico è sicuramente quello con la marmite, una crema spalmabile salata color marrone scuro che si ottiene dall'estratto di lievito, dal sapore molto pronunciato. Una delle preparazioni casalinghe tipiche è la butterfly cake (letteralmente "torta farfalla").
Altri piatti meritevoli di essere citati sono il Cornish pasty, il Bedfordshire clanger e il Cottage pie. Tra gli spuntini vale la pena citare i Sausage roll.
Il tè viene consumato durante tutto l'arco della giornata e ogni tanto bevuto anche durante i pasti. Il caffè è forse meno comune che nell'Europa continentale e solitamente servito lungo e con latte. Le preparazioni italiane del caffè, come l'espresso e il cappuccino, stanno comunque crescendo sia in popolarità sia in qualità, mentre il tè, anche se ancora essenziale nella vita di tanti inglesi, sta perdendo la sua predominanza. Negli ultimi anni anche le tisane si sono diffuse. Durante pranzi eleganti o formali viene solitamente servito vino, mentre in occasioni più informali, al pranzo si accompagnano birra o sidro.

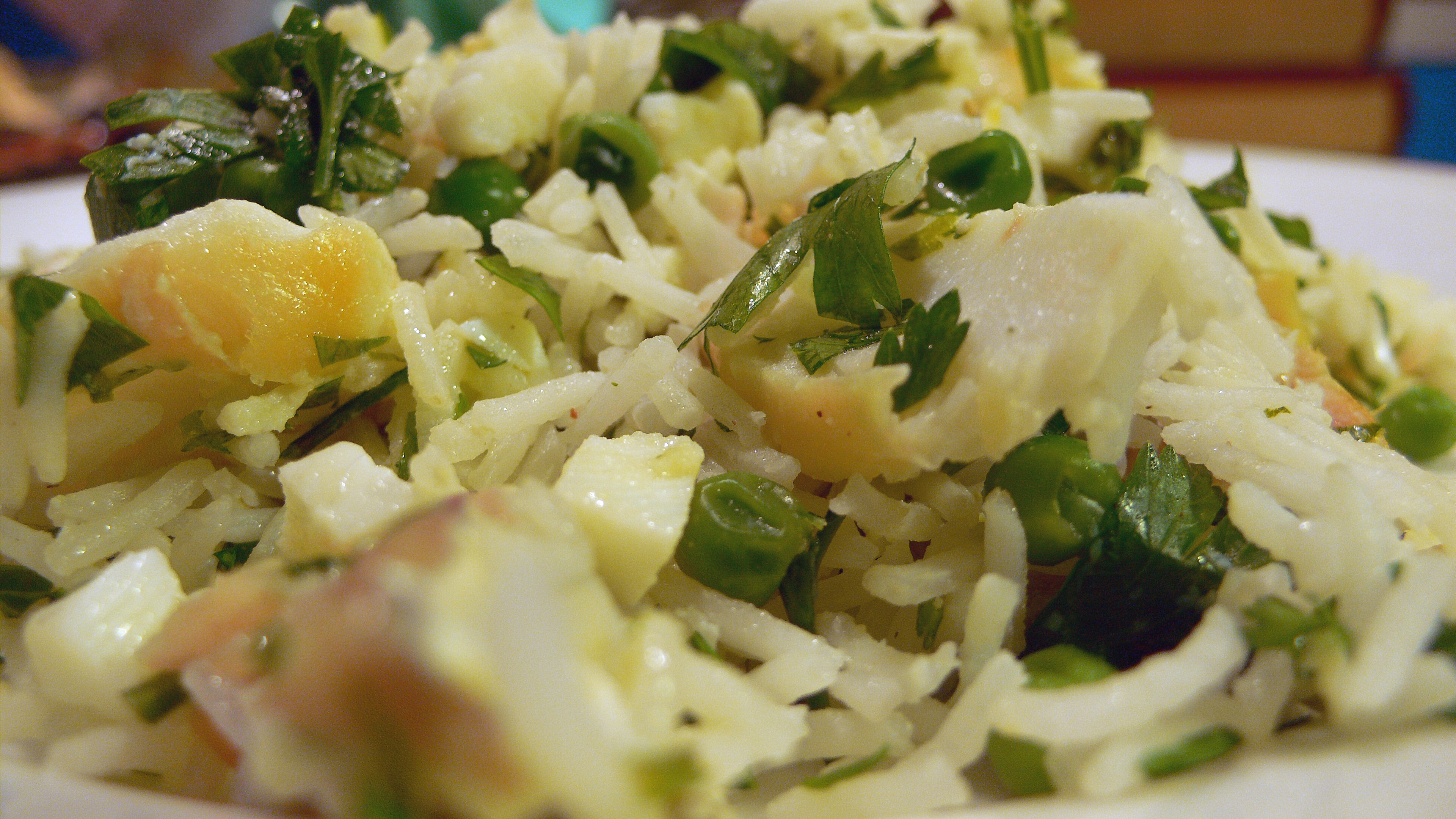
Kedgeree, un tipico piatto servito a colazione durante l'epoca vittoriana

Anche la colazione completa inglese rimane un classico culinario. William Somerset Maugham citava che "Per mangiare bene in Inghilterra, si dovrebbe fare colazione tre volte al giorno" (To eat well in England, you should have breakfast three times a day).
Nell'epoca vittoriana, durante il periodo del Raj Britannico, il Regno Unito prese a prestito molti piatti indiani, creando così la cucina anglo-indiana. Alcuni di questi sono preparati ancor oggi, anche se molti dei piatti anglo-indiani una volta molto popolari, come il kedgeree, sono quasi scomparsi.
Un'altra tradizione culinaria britannica che è stata praticamente abbandonata è servire una pietanza particolarmente saporita, come il Welsh rarebit, verso la fine del pranzo. Oggi molti dei pasti principali terminano con un dolce, anche se a volte formaggi e salatini possono essere un'alternativa, se non addirittura un'aggiunta, al dessert.

## Reputazione all'estero
Nonostante la consistente eccellenza dei suoi dessert e pudding, per quanto riguarda i piatti salati, la cucina britannica sarebbe ancora vista in modo non del tutto lusinghiero: questa cattiva reputazione è rimasta, nonostante si avvicini più a un mito nell’Inghilterra attuale, che al contrario è ora sede di molti tra i migliori chef e ristoranti del mondo. Questa cattiva reputazione potrebbe essere legata, forse, al fatto che i piatti tipici non raggiungano l'eccellenza e la qualità delle cucine di altri paesi come la Francia, l'Italia o la Cina.
Durante il Medioevo la cucina britannica godeva invece di un'eccellente reputazione; il suo declino può essere fatto risalire al tardo XVIII secolo, quando la popolazione venne colpita dagli effetti del razionamento durante la seconda guerra mondiale (razionamento che si concluse, definitivamente, solo nel 1954). Tuttavia, al giorno d'oggi sono noti numerosi chef britannici celebri, tesi al miglioramento degli standard alimentari nel Regno Unito.
Nel 2005 la cucina britannica assurse a fama internazionale, quando nel periodico Restaurant 600 esperti del settore hanno inserito diversi ristoranti britannici, in un elenco di 50, ponendo al primo posto il ristorante The Fat Duckcon e il suo chef Heston Blumenthal.

## Bevande alcoliche
I britannici hanno sviluppato bevande alcoliche quali il gin e il whisky. Si produce anche il poiré, una bevanda alcolica simile al sidro ottenuta dalla fermentazione del succo di pera.
Per secoli, il mercato britannico è stato il principale consumatore di vini dolci quali lo sherry, il vino di porto e il Madera. Il vino inglese è esistito dai tempi dell'antica Roma ed era considerato di scarsa qualità. Attualmente la qualità del vino è in crescita e viene sempre più apprezzato dagli intenditori anche se non raggiunge la fama dei vicini europei. In Inghilterra si producono circa 400 vini, principalmente vini bianchi e spumanti, che sono i più adatti ai differenti microclimi inglesi e gallesi.
La birra britannica classica tende a essere amara; le birre chiare locali dominano il mercato a basso costo. Esiste però anche un mercato medio a cui si rivolge una gamma di birre chiare di stile continentale, come ad esempio la Stella Artois, di produzione belga, molto diffusa. Alcune di queste birre, nonostante le loro origini europee, sono prodotte con licenza nel Regno Unito, mentre altre, come la Budvar dalla Repubblica Ceca, sono importate. Molti consumatori, tuttavia, considerano la birra amara (e in particolare quella prodotta in quantità relativamente piccole da birrerie britanniche 'indipendenti', piuttosto che da grandi marchi) superiore alla birra chiara, anche se questa percezione sta cambiando grazie alla crescente diffusione di birre chiare di alta qualità. Sono molto diffuse anche la Guinness e altre birre irlandesi.

## Vegetarianesimo
Alla fine della seconda guerra mondiale i vegetariani nel Regno Unito erano circa 100.000;, numero aumentato nei decenni successivi, soprattutto dopo la crisi del "morbo della mucca pazza" o Encefalopatia spongiforme bovina negli anni novanta e poi in virtù delle correnti salutiste contemporanee. Secondo le stime, nel 2003 nel Regno Unito vi erano da 3 a 4 milioni di vegetariani, una delle percentuali più alte del mondo occidentale, e circa 7 milioni di persone che dichiaravano di non mangiare carne rossa. Nel 2023 il numero relativo dei vegetariani (10% della popolazione) in Gran Bretagna è secondo solo a quello dell’India nel mondo. È raro non trovare cibi vegetariani in un supermercato o nel menu di un ristorante.